# Гришинское сельское поселение (Тверская область)
Гри́шинское се́льское поселе́ние — муниципальное образование в составе Оленинского района Тверской области.
Центр поселения — деревня Гришино.
Образовано в 2005 году, включило в себя территорию Воронинского, Гришинского, Завидовского и Хлебниковского сельских округов.

## Географические данные
- Общая площадь: 394,2 км²
- Нахождение: юго-восточная часть Оленинского района
  - Граничит:
    - на северо-западе — с посёлком Оленино
    - на севере — с Глазковским СП
    - на востоке — с Ржевским районом, СП Чертолино и СП Медведево
    - на юго-востоке — со Смоленской областью, Сычевский район
    - на юге и западе — с Гусевским СП.

Основные реки — Берёза (здесь её исток) с притоком Берёзка , Осуга (здесь тоже её исток) с притоком Осушка.

## Население
| 2005 | 2008  | 2010 | 2011 | 2012 | 2013 | 2014 |
| ---- | ----- | ---- | ---- | ---- | ---- | ---- |
| 1212 | ↘1106 | ↘887 | ↘882 | ↗896 | ↗898 | ↘881 |
| 2015 | 2016  | 2017 | 2018 | 2019 | 2020 |      |
| ↘848 | ↘840  | ↘832 | ↗834 | ↘809 | ↘796 |      |

## Населенные пункты
На территории поселения находятся 52 населенных пункта:
| №  | Населённый пункт        | Тип              | Население |
| -- | ----------------------- | ---------------- | --------- |
| 1  | Адринная                | деревня          | 0         |
| 2  | Белоусово               | деревня          | 0         |
| 3  | Бобыльщина              | деревня          | 0         |
| 4  | Богрова Дача            | деревня          | 1         |
| 5  | Большая Полденка        | деревня          | 22        |
| 6  | Большие Барсуки         | деревня          | 1         |
| 7  | Борки                   | деревня          | 15        |
| 8  | Боярщина                | деревня          | 1         |
| 9  | Бредоваха               | деревня          | 13        |
| 10 | Быстрики                | деревня          | 0         |
| 11 | Васильки                | деревня          | 0         |
| 12 | Воронино                | деревня          | ↘96       |
| 13 | Высокое                 | деревня          | ↘796      |
| 14 | Гончаровка              | деревня          | 0         |
| 15 | Гришино                 | деревня          | ↘125      |
| 16 | Журавы                  | деревня          | 0         |
| 17 | Заборино                | деревня          | 0         |
| 18 | Заброды                 | деревня          | 0         |
| 19 | Завидово                | деревня          | ↘121      |
| 20 | Замошица                | деревня          | 0         |
| 21 | Зубовка                 | деревня          | 0         |
| 22 | Ивановка                | деревня          | 0         |
| 23 | Канашкино               | деревня          | 1         |
| 24 | Карелино                | деревня          | 7         |
| 25 | Комиссарово             | деревня          | 69        |
| 26 | Косые                   | деревня          | 1         |
| 27 | Кулаковка               | деревня          | 1         |
| 28 | Кулаковка               | деревня          | 0         |
| 29 | Лаврово                 | деревня          | 1         |
| 30 | Малая Полденка          | деревня          | 1         |
| 31 | Медведица               | деревня          | 0         |
| 32 | Новая                   | деревня          | 8         |
| 33 | Новоселки               | деревня          | 0         |
| 34 | Падарки                 | деревня          | 1         |
| 35 | Пенский                 | посёлок          | 12        |
| 36 | Плотки                  | деревня          | 1         |
| 37 | Пустошка                | деревня          | 12        |
| 38 | Пустынька               | деревня          | 0         |
| 39 | Сахарово                | деревня          | 0         |
| 40 | Селишня                 | деревня          | 6         |
| 41 | Сидорово                | деревня          | 53        |
| 42 | Слуки                   | деревня          | 0         |
| 43 | Спас-Береза             | деревня          | ↘1        |
| 44 | Столбоваха              | деревня          | 0         |
| 45 | Талица                  | деревня          | 28        |
| 46 | Татаринское Лесничество | населённый пункт | 0         |
| 47 | Тереховка               | деревня          | ↘1        |
| 48 | Хлебники                | деревня          | ↘61       |
| 49 | Холм                    | деревня          | 1         |
| 50 | Холмина                 | деревня          | 163       |
| 51 | Шитики                  | деревня          | 0         |
| 52 | Шкалы                   | деревня          | 33        |

### Бывшие населенные пункты
В 1998 году исключены из учётных данных деревни Бакуши и Бородавки.

Ранее исчезли деревни: Буболевка, Дядино, Красное Подворье, Кочерыжки, Михали, Снегири, Устинка, Желтовицы и другие.

## История
В 1929 году территория поселения вошла в Оленинский район Ржевского округа Западной области. С 1935 года — в составе Калининской области. С декабря 1962 по март 1964 входила в Нелидовский район. С 1964 входит в Оленинский район.

## Известные люди
В ныне несуществующей деревне Петровские Гари родился Герой Советского Союза Пётр Ильич Виноградов.

 В ныне несуществующей деревне Михали родился Герой Советского Союза Афанасий Фёдорович Щеглов.
В исчезающей деревне Адринная родился известный советский литературный критик И. Т. Козлов.